# Piz Grisch
Il Piz Grisch (3.062 m s.l.m.) è una montagna delle Alpi del Platta nelle Alpi Retiche occidentali.

## Descrizione
Si trova nel Canton Grigioni (Svizzera). La montagna è collocata a fianco della Val Ferrera.